# Маттіас Шлейден
Маттіас Якоб Шлейден, точніше Шляйден — німецький науковець та громадський діяч.

## Життя та діяльність
У 1827 році закінчив Гейдельберзький університет.
У 1839—1862 рр. — професор ботаніки (Єнський університет), з 1850 року став директором ботанічного саду в цьому університеті.
У 1863—1864 роках — професор антропології (Дерптський університет).
У 1842—1843 рр. в праці «Основи наукової ботаніки» Шлейден, використовуючи індуктивний метод, піддав критиці натурфилософські та вузькосистематичні аспекти в працях сучасників.
Вважається реформатором ботаніки.
Основні праці Шлейдена — з ембріології та анатомії рослин.
Шлейден використовував та обґрунтовував онтогенетичний спосіб вивчення морфології рослин та був його активним пропагандистом.
Праці Шлейдена зіграли важливу роль при створенні клітинної теорії.
Шлейден вважався одним з попередників та прихильників дарвінізму.
Згідно з сучасними уявленнями, конкретні дослідження Шлейдена містили помилки: зокрема, Шлейден вважав, що клітини можуть зароджуватися з безструктурної речовини, а зародок рослини — розвиватися з пилкової трубки.
Шлейден був автором науково-популярних книг та збірок віршів.

## Ботанічні таксони
Шляйден — автор опису декількох таксонів родини кліщинцевих, підродини ряскові, зокрема родів Spirodela та Wolffia.

## Твори
- Grundzüge der wissenschaftlichen Botanik, 4 Aufl., Lpz., 1861.

## Іменем Шлейдена названі
- «Schleidenplatz[de]» — площа у Берліні, в районі Friedrichshain[de]
- Медаль Шлейдена Німецької академії природодослідників «Леопольдина».